# هاینریش لنز

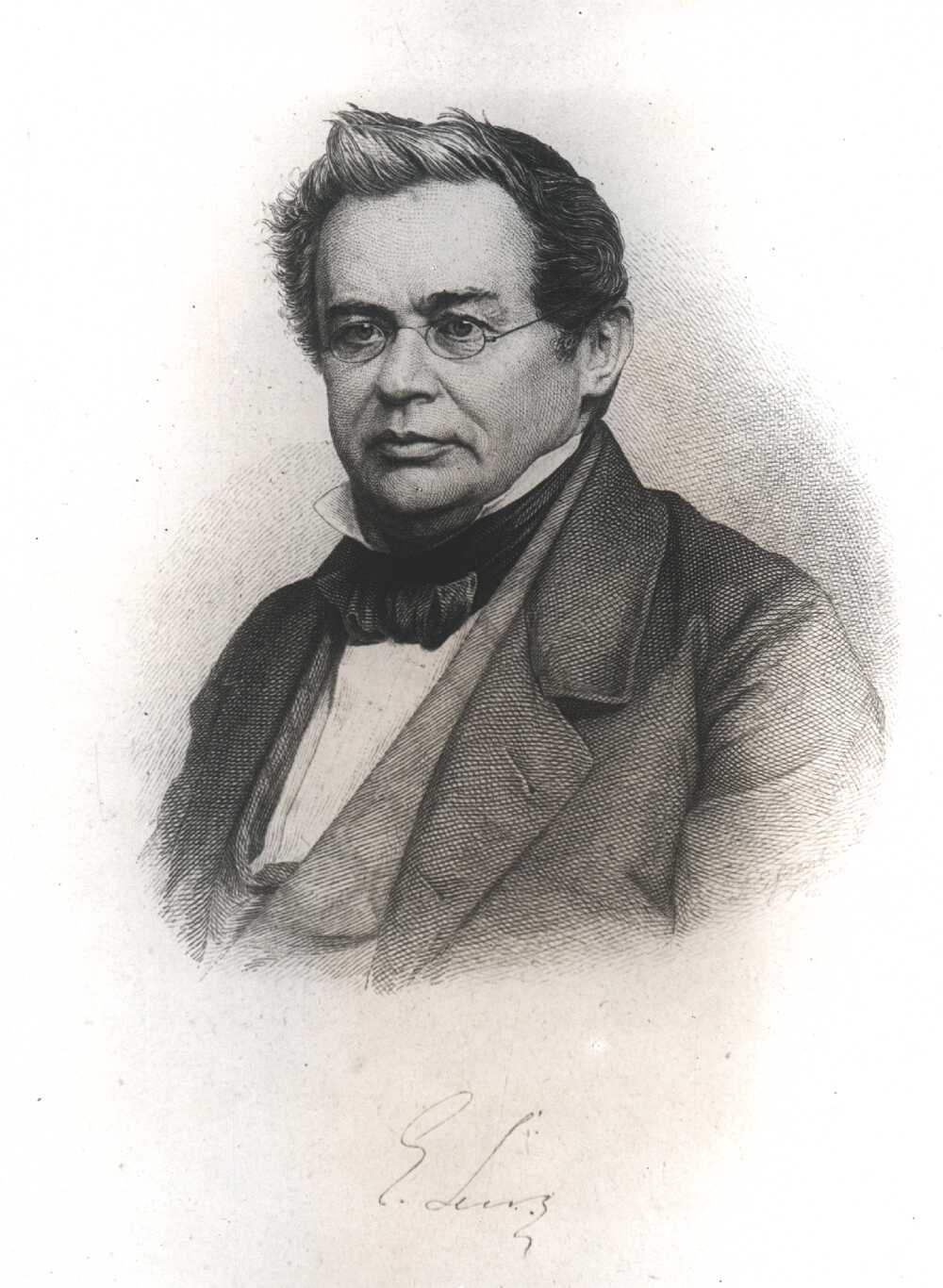
هانریش لنز

هاینریش فردریش امیل لنز(به آلمانی: Heinrich Friedrich Emil Lenz) (۱۲ فوریه ۱۸۰۴ – ۱۰ فوریه ۱۸۶۵) فیزیک‌دان روسی-استونیایی-آلمانی بود که قانون لنز را در ۱۸۳۳ پیش نهاد.
وی در رم ایتالیا درگذشت